# ウィキペディアに関する書籍の一覧
本項目はウィキペディアを主題とする書籍の一覧（ウィキペディアをしゅだいとするしょせきのいちらん）である。

## ウィキペディアのみを主題とする書籍
- 吉沢英明『ウィキペディア完全活用ガイド』マックス、2006年。ISBN 978-4903491165。
- Pierre Gourdain, Florence O'Kelly, Béatrice Roman-Amat, Delphine Soulas, Tassilo von Droste zu Hülshoff (2007). La Révolution Wikipédia: Les encyclopédies vont-elles mourir ?. Mille et une Nuits. ISBN 978-2755500516
  - ピエール・アスリーヌ、ピエール・グルデン、フロランス・オクリ、ベアトリス・ロマン=アマ、デルフィーヌ・スーラ、タシロ・フォン・ドロステ・ツー・ユルシェフ 著、佐々木勉 訳『ウィキペディア革命：そこで何が起きているのか?』岩波書店、2008年。ISBN 978-4-00-022205-1。
- スーザン・メイヤー 著、スタジオアラフ 訳『Wikipediaをつくったジミー・ウェールズ』岩埼書店、2013年。ISBN 978-4-265-07910-0。
- Ayers, Phoebe; Matthews, Charles; Yates, Ben (2008). How Wikipedia Works: And How You Can Be a Part of It. No Starch Press. ISBN 9781593271763
- Broughton, John (2008). Wikipedia – The Missing Manual. O'Reilly Media. ISBN 9780596521745[1]
- 山本まさき・古田雄介『ウィキペディアで何がおこっているか：変わり始めるソーシャルメディア信仰』九天社、2008年。ISBN 978-4861672323。
- Dalby, Andrew (2009). The World and Wikipedia: How We Are Editing Reality. Siduri Books. ISBN 9780956205209[2]
- Lih, Andrew (2009). The Wikipedia Revolution: How a Bunch of Nobodies Created the World's Greatest Encyclopedia. Hyperion. ISBN 9781401303716[3][4]
  - アンドリュー・リー 著、千葉敏生 訳『ウィキペディア・レボリューション : 世界最大の百科事典はいかにして生まれたか』早川書房、2009年。ISBN 9784153200050。
- O'Sullivan, Dan (2009). Wikipedia: A New Community of Practice?. Farnham, Surrey: Ashgate. ISBN 9780754674337. OCLC 320696473
- Gregianin, Leonardo; Pinheiro, Eduardo (2010) (Portuguese). Wikipédia: a Enciclopédia Livre e Gratuita da Internet. Novatec. ISBN 978-85-7522-216-4
- Reagle, Joseph M. Jr. (2010). Good Faith Collaboration: The Culture of Wikipedia. The MIT Press. ISBN 9780262014472[5][6]
- Lovink, Geert; Tkacz, Nathaniel, eds (2011). Critical Point of View: A Wikipedia Reader. Amsterdam: Institute of Network Cultures. ISBN 978-90-78146-13-1
- Jemielniak, Dariusz (2014). Common Knowledge?: An Ethnography of Wikipedia. Stanford: Stanford University Press. ISBN 9780804789448
- Tkacz, Nathaniel (2014). Wikipedia and the Politics of Openness. University of Chicago Press. ISBN 978-0-226-19244-4
- 岡田一祐『ネット文化資源の読み方・作り方』文学通信、2019年。ISBN 978-4-909658-14-2。
- 門倉百合子『70歳のウィキペディアン 図書館の魅力を語る』郵研社、2023年。ISBN 978-4-907126-61-2。
- 伊達深雪『ウィキペディアでまちおこし みんなでつくろう地域の百科事典』紀伊國屋書店、2024年。ISBN 978-4-314012-02-7。
- 青木和人『ウィキペディアタウン・ハンドブック 図書館・自治体・まちおこし関係者必携』文学通信、2024年。ISBN 978-4-867660-69-0。

## ウィキペディアを主要なテーマのひとつとして扱っている書籍
- Benkler, Yochai (2006). The Wealth of Networks: How Social Production Transforms Markets and Freedom. New Haven: Yale University Press. ISBN 978-0-300-12577-1
- Keen, Andrew (2007). The Cult of the Amateur: How Today's Internet is Killing Our Culture. Crown Business. ISBN 9780385520805[7] (アンドリュー・キーン 著、田中じゅん 訳『グーグルとウィキペディアとYouTubeに未来はあるのか? : Web2.0によって世界を狂わすシリコンバレーのユートピアンたち』サンガ、2008年。ISBN 9784901679855。)
- 鴻池留衣『ジャップ・ン・ロール・ヒーロー』（新潮社、2019年。ISBN 978-4103514626。）ウィキペディア日本語版からの転載という体裁で書かれた小説。

## 一部でウィキペディア紹介している書籍
- テリー・ブレヴァートン『世界の発明発見歴史百科』原書房、2015年。pp.393-395。ISBN 9784562052486。

## ソースとしてのウィキペディア
ウィキペディアは誰でも編集、使用、修正、頒布できるフリーコンテントである。ウィキペディアをソース、あるいはデータのソースとして使用している書籍がある一方、芸術的・教育的・商業的な目的でウィキペディアの記事を編纂している書籍もある。 
- ポストメディア編集部『笑うウィキペディア』一迅社、2007年。ISBN 978-4-758010-82-5。
- Bridle, James, ed (2010). The Iraq War: A Historiography of Wikipedia Changelogs[8][9][10][11]
- Fruhlinger, Josh; Lastowka, Conor (2011). [Citation Needed]: The Best of Wikipedia's Worst Writing. CreateSpace Independent Publishing Platform. ISBN 9781466346987[12][13]
- Skiena, Steven; Ward, Charles (2013). Who's Bigger?: Where Historical Figures Really Rank. Cambridge: Cambridge University Press. ISBN 978-1107041370[14][15]
- いなにわ,せきしろ『偶然短歌』（飛鳥新社、2016年。ISBN 978-4864105064。）[16]